# Affringues
Affringues est une commune française située dans le département du Pas-de-Calais en région Hauts-de-France. Ses habitants sont appelés les Affringuois.
La commune fait partie de la communauté de communes du Pays de Lumbres qui regroupe 36 communes et compte 24 187 habitants en 2021.

## Géographie

### Localisation
Le territoire de la commune est limitrophe de ceux de six communes.
Les communes limitrophes sont Bayenghem-lès-Seninghem, Wismes, Lumbres, Nielles-lès-Bléquin, Seninghem et Elnes.

### Géologie et relief
La superficie de la commune est de 2,81 km2 ; son altitude varie de 52  à   158 mètres.

### Hydrographie
Le territoire de la commune est situé dans le bassin Artois-Picardie.
La commune est traversée par le Bléquin, un cours d'eau naturel non navigable de 16,18 km, qui prend sa source dans la commune de Lottinghen et se jette dans l'Aa au niveau de la commune de Lumbres.

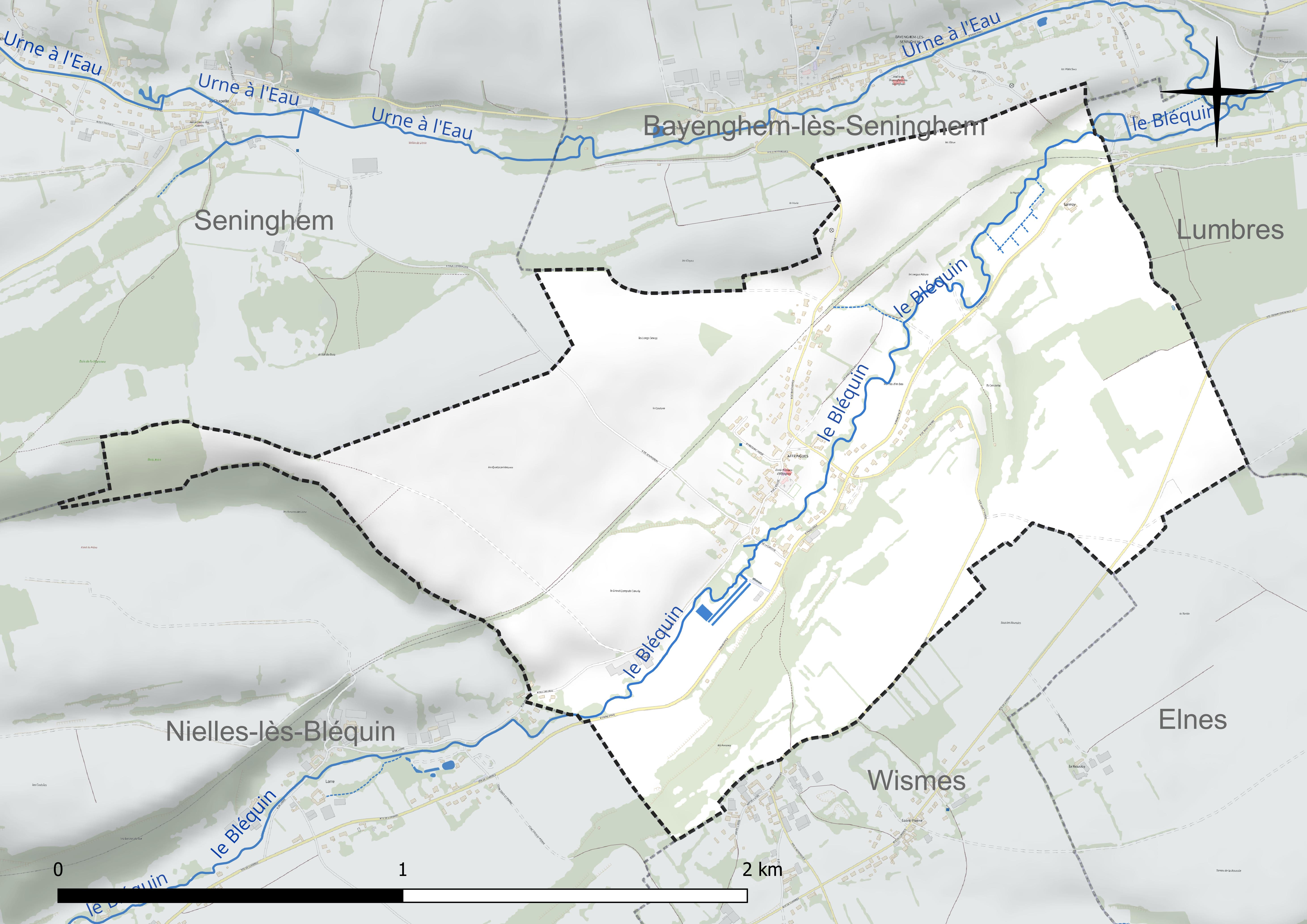
Réseau hydrographique d'Affringues.

### Climat
Pour des articles plus généraux, voir Climat des Hauts-de-France et Climat du Pas-de-Calais.
En 2010, le climat de la commune est de type climat océanique franc, selon une étude du CNRS s'appuyant sur une série de données couvrant la période 1971-2000. En 2020, Météo-France publie une typologie des climats de la France métropolitaine dans laquelle la commune est exposée à un climat océanique et est dans la région climatique Côtes de la Manche orientale, caractérisée par un faible ensoleillement (1 550 h/an) ; forte humidité de l’air (plus de 20 h/jour avec humidité relative > 80 % en hiver), vents forts fréquents.
Pour la période 1971-2000, la température annuelle moyenne est de 10,1 °C, avec une amplitude thermique annuelle de 13,6 °C. Le cumul annuel moyen de précipitations est de 977 mm, avec 13,2 jours de précipitations en janvier et 8,6 jours en juillet. Pour la période 1991-2020, la température moyenne annuelle observée sur la station météorologique la plus proche, située sur la commune de Nielles-lès-Bléquin à 3 km à vol d'oiseau, est de 10,6 °C et le cumul annuel moyen de précipitations est de 976,9 mm,. Pour l'avenir, les paramètres climatiques de la commune estimés pour 2050 selon différents scénarios d'émission de gaz à effet de serre sont consultables sur un site dédié publié par Météo-France en novembre 2022.
| Mois                                  | jan.           | fév.           | mars          | avril         | mai           | juin          | jui.          | août          | sep.          | oct.          | nov.          | déc.          | année      |
| ------------------------------------- | -------------- | -------------- | ------------- | ------------- | ------------- | ------------- | ------------- | ------------- | ------------- | ------------- | ------------- | ------------- | ---------- |
| Température minimale moyenne (°C)     | 1,8            | 1,9            | 3,5           | 5,5           | 8,1           | 10,9          | 12,9          | 13,2          | 11            | 8,6           | 5,3           | 2,8           | 7,1        |
| Température moyenne (°C)              | 4              | 4,4            | 6,7           | 10            | 12,6          | 15,3          | 17,5          | 17,7          | 15,1          | 11,7          | 7,7           | 5,1           | 10,6       |
| Température maximale moyenne (°C)     | 6,3            | 7              | 10            | 14,4          | 17            | 19,7          | 22,2          | 22,2          | 19,2          | 14,8          | 10,1          | 7,3           | 14,2       |
| Record de froid (°C) date du record   | −12,2 18.01.13 | −14,4 04.02.12 | −6,9 01.03.18 | −2,6 07.04.08 | −0,1 14.05.10 | 3,6 14.06.12  | 6,6 01.07.08  | 7,5 24.08.14  | 4,7 29.09.22  | −0,3 23.10.07 | −6,2 29.11.10 | −9,5 18.12.10 | −14,4 2012 |
| Record de chaleur (°C) date du record | 15 01.01.22    | 17,4 24.02.21  | 23,1 31.03.21 | 25 19.04.18   | 27,3 21.05.20 | 32,8 21.06.17 | 40,8 25.07.19 | 35,5 09.08.20 | 32,1 05.09.13 | 28,3 01.10.11 | 21,2 01.11.15 | 15 19.12.15   | 40,8 2019  |
| Précipitations (mm)                   | 88,9           | 78,4           | 68,9          | 43,6          | 58,1          | 58,1          | 67            | 85,5          | 78,3          | 100,9         | 127,4         | 121,8         | 976,9      |

### Paysages
Pour un article plus général, voir Paysage en France.
La commune s'inscrit dans les « paysages des hauts plateaux artésiens » tels qu’ils sont définis dans l’atlas de paysages de la région Nord-Pas-de-Calais, conçu par la direction régionale de l'Environnement, de l'Aménagement et du Logement (DREAL),.
Ces paysages, qui concernent 77 communes du Pas-de-Calais, se situent à l'extrémité ouest des collines de l'Artois qui traversent le Pas-de-Calais d'Arras au Boulonnais. L'altitude de ces paysages dépassent les 180 mètres. Ces dimensions sont modestes, d'une quinzaine de kilomètres du sud-est au nord-ouest et d'une vingtaine de kilomètres dans sa dimension la plus grande.
Ces « paysages des hauts plateaux artésiens », appelés aussi « Haut Artois », se caractérisent par trois ensembles écopaysagers : 
- l'ensemble mésophile ouvert du plateau artésien calcaire ;
- l'ensemble alluvial des fonds de vallée de la Lys et de l'Aa ;
- l'ensemble calcicole des versants calcaires des vallées[11].

Le « Haut Artois » dispose d'une importante densité de corridors biologiques bien 
interconnectés.
Dans le « Haut Artois », pas de villes, c'est une des rares terres rurales de la région, les communes les plus importantes sont, du nord au sud, Lumbres, Fauquembergues et Fruges. Le « Haut Artois », drainé par l'Aa et la Lys, constitue le sommet de l'anticlinal artésien, paysage ventée, froid et aux précipitations importantes qui en font le château d'eau régional.
Leș cultures représentent environ 60 % des sols, les prairies entre 26 et 27 %, les bois de 5 à 8 % et les villages et bourgs de 5 à 8 %, l'industrie y est peu présente.

### Milieux naturels et biodiversité

#### Espaces protégés
La protection réglementaire est le mode d’intervention le plus fort pour préserver des espaces naturels remarquables et leur biodiversité associée.
Dans ce cadre, la commune fait partie de deux espaces protégés : 
- le parc naturel régional des Caps et Marais d'Opale, d’une superficie de 132 499 hectares réparties sur 154 communes, géré par le syndicat mixte d'aménagement et de gestion du parc naturel régional des Caps et Marais d'Opale[13] ;
- le rando-rail de Nielles-lès-Bléquin, d’une superficie de 34,484 hectares. Terrain géré (location, convention de gestion) par le Conservatoire d'espaces naturels des Hauts-de-France[14].

#### Zones naturelles d'intérêt écologique, faunistique et floristique
L’inventaire des zones naturelles d'intérêt écologique, faunistique et floristique (ZNIEFF) a pour objectif de réaliser une couverture des zones les plus intéressantes sur le plan écologique, essentiellement dans la perspective d’améliorer la connaissance du patrimoine naturel national et de fournir aux différents décideurs un outil d’aide à la prise en compte de l’environnement dans l’aménagement du territoire.
Le territoire communal comprend deux ZNIEFF de type 1 : 
- le réservoir biologique de l’Aa. Cette ZNIEFF doit être considéré comme étant un milieu pépinière à l’échelle de l’hydrosystème Aa rivière[15] ;
- la vallée du Bléquin de Nielles à Affringues. Site formé par des coteaux crayeux, constitués d’une craie marneuse datant d’environ 90 millions d’années. L’érosion du plateau crayeux a donné naissance à cette vallée[16].

et deux ZNIEFF de type 2 : 
- la vallée du Bléquin et les vallées sèches adjacentes au ruisseau d’Acquin. Cette ZNIEFF se situe sur les marges septentrionales du Haut-Pays d’Artois, en bordure des cuestas du Boulonnais et du pays de Licques[17] ;
- la moyenne vallée de l’Aa et ses versants entre Remilly-Wirquin et Wizernes. La moyenne vallée de l’Aa et ses versants représentent un remarquable ensemble écologique associant des habitats très différents constituant des complexes de végétations souvent complémentaires[18].

Carte des ZNIEFF de type 1 et 2 sur la commune
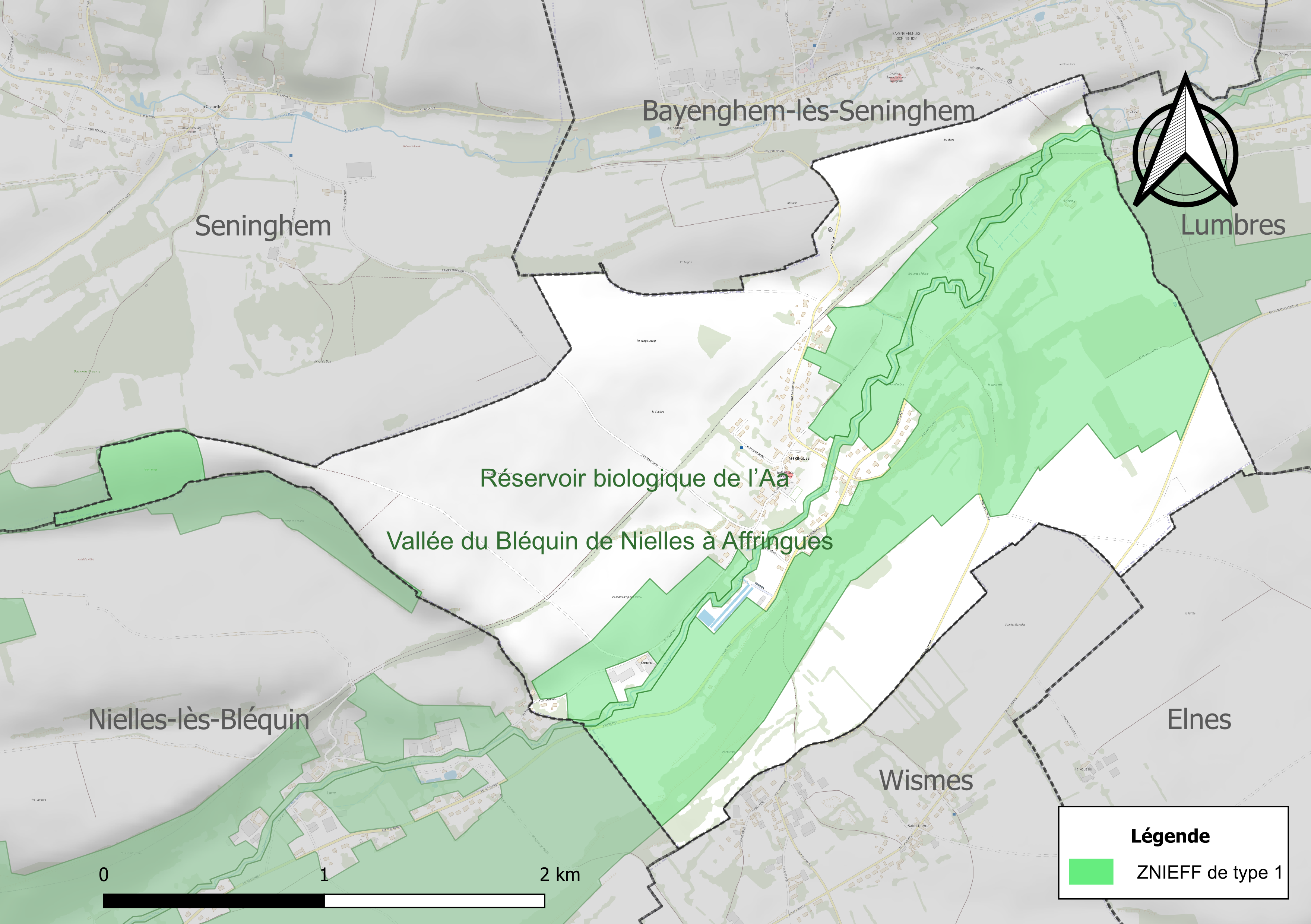
Carte des ZNIEFF de type 1 sur la commune.
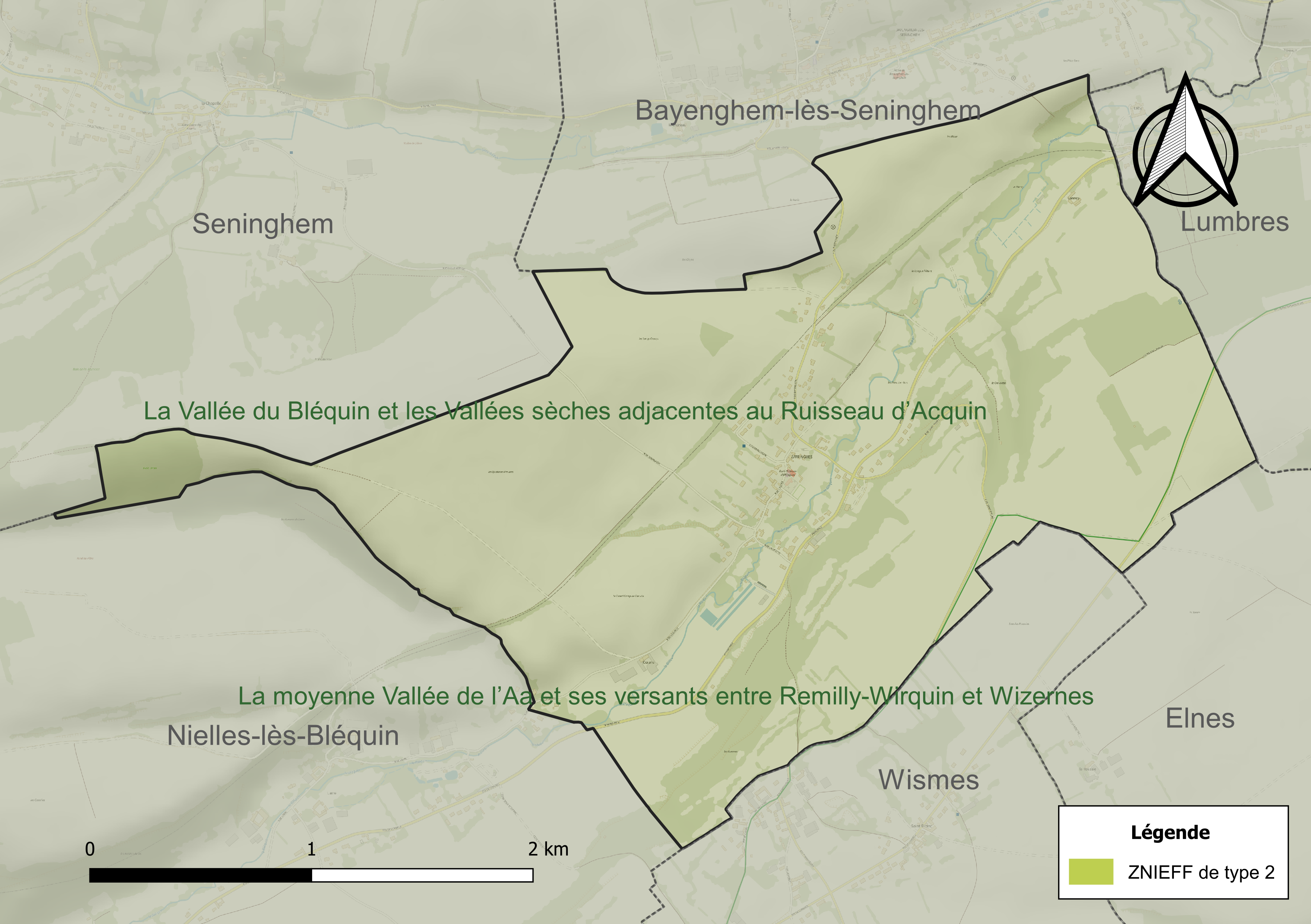
Carte des ZNIEFF de type 2 sur la commune.

## Urbanisme

### Typologie
Au 1er janvier 2024, Affringues est catégorisée commune rurale à habitat dispersé, selon la nouvelle grille communale de densité à sept niveaux définie par l'Insee en 2022.
Elle est située hors unité urbaine. Par ailleurs la commune fait partie de l'aire d'attraction de Saint-Omer, dont elle est une commune de la couronne,. Cette aire, qui regroupe 79 communes, est catégorisée dans les aires de 50 000 à moins de 200 000 habitants,.

### Occupation des sols
L'occupation des sols de la commune, telle qu'elle ressort de la base de données européenne d’occupation biophysique des sols Corine Land Cover (CLC), est marquée par l'importance des territoires agricoles (78,7 % en 2018), en diminution par rapport à 1990 (91,2 %). La répartition détaillée en 2018 est la suivante : 
terres arables (60,3 %), prairies (15,9 %), forêts (10,9 %), zones urbanisées (10,4 %), zones agricoles hétérogènes (2,5 %). L'évolution de l’occupation des sols de la commune et de ses infrastructures peut être observée sur les différentes représentations cartographiques du territoire : la carte de Cassini (XVIIIe siècle), la carte d'état-major (1820-1866) et les cartes ou photos aériennes de l'IGN pour la période actuelle (1950 à aujourd'hui).

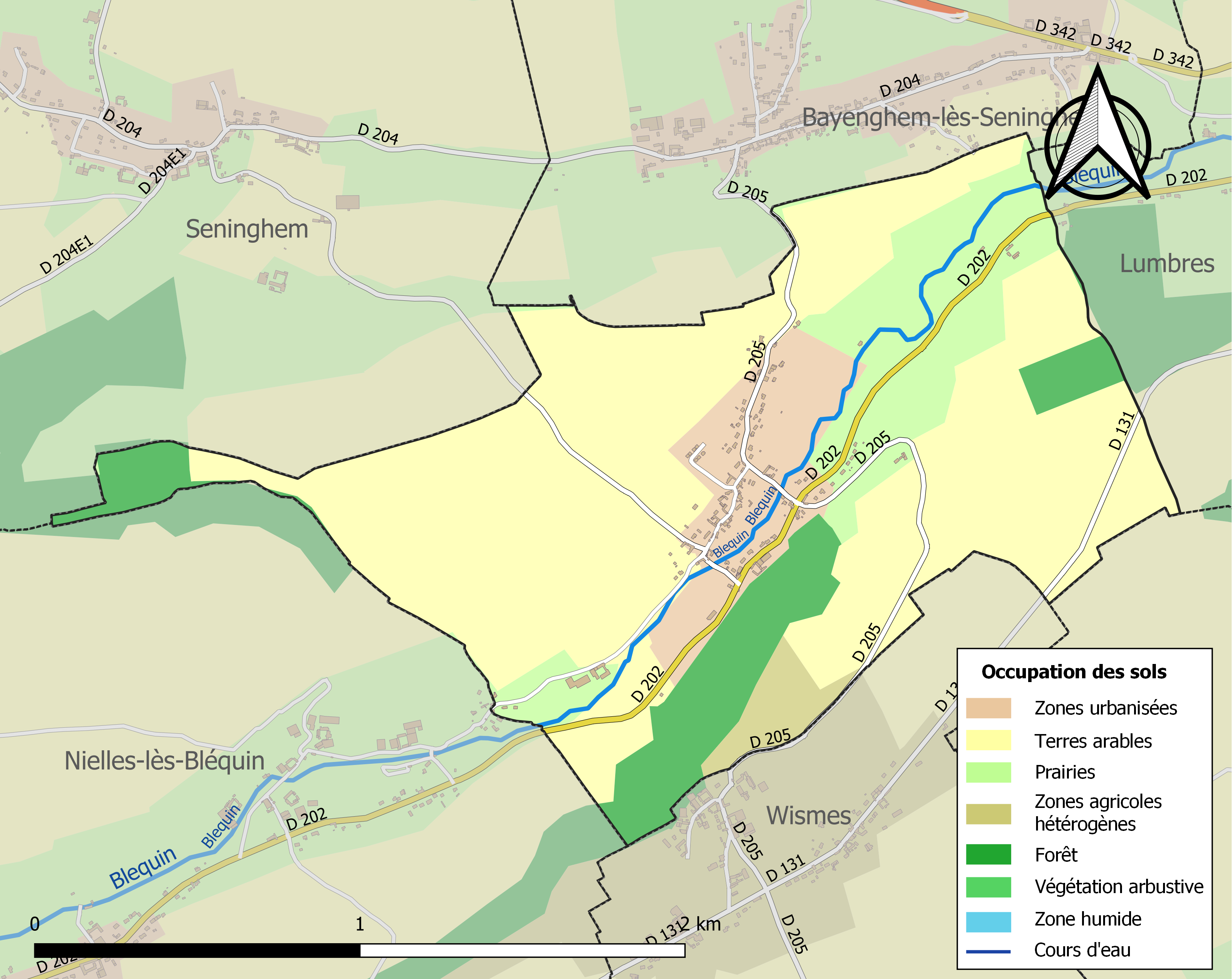
Carte des infrastructures et de l'occupation des sols de la commune en 2018 (CLC).

### Risques naturels et technologiques

#### Risque inondation
À la suite du passage des tempêtes Ciarán, Domingos et Elisa et des inondations et coulées de boue qui se sont produites, la commune est reconnue, par arrêté du 14 novembre 2023, en état de catastrophe naturelle pour inondations et coulées de boue sur la période du 2 au 12 novembre 2023, comme 179 autres communes du département.

## Toponymie
Le nom de la localité est attesté sous les formes, Hafferdinges vers 1182, Harfrenges ou Arfrenges en 1186, Alverdinga en 1191, Harfredinges en 1197, Hafrenges, Herferenges et Herferenghes entre 1212 et 1219, Hafredenghes en 1227, Rafrenges en 1239, Affrenghes en 1364, Rafringhe en 1369, Hafrenghes en 1445, Haffrengues vers 1533, Affranghes en 1559, Affrinque en 1793, Affrinques depuis 1801.
D'un nom de personne germanique Harifrid ou Harfridus suivi du suffixe germanique -ingen, francisé en -ingues. Le toponyme désigne donc une communauté de personnes, Affringues signifie donc les « gens de Hanfrid ».
Hafringue en picard et Hafferdingen en flamand.

## Histoire
Affringues, qui relevait du château de Seninghem en tant que terre féodale, faisait également partie du bailliage de Saint-Omer en 1789 et suivait la coutume d'Artois.
En 1698, les terres de Cœurlu (sur Affringues), Haffringues (Affringues) et Waudringhem (Vaudringhem) sont détenues par Philippe-Charles-Frédéric Spinola, seigneur de Bruay, gouverneur de Namur. Il les vend pour 46 400 livres pour deniers capitaux, et 603 de présents et messes.
L'acheteur Guillaume Lenglart II (1670-1740) en devient le nouveau seigneur. Fils de Guillaume Ier, bourgeois de Lille et de Catherine de Fontaine, il est baptisé à Lille le 24 janvier 1670, devient bourgeois de Lille, le 19 octobre 1709, avocat puis échevin de Saint-Omer. Il meurt à Saint-Omer, à l'âge de 70 ans, est enterré dans l'église Sainte-Aldegonde de la ville le 16 mai 1740. Il épouse Marie-Louise Hébert (1686-1749), fille de Guillaume, écuyer, conseiller au Conseil provincial d'Artois, et de Marie-Jacqueline Van Lathem. L'épouse meurt à Saint-Omer le 4 septembre 1749 à 63 ans, est inhumée auprès de son mari.
Thomas-Joseph Lenglart (1715-1781), fils de Guillaume, devient seigneur d'Haffringues après son père. Baptisé à Saint-Omer le 19 août 1715, il devient avocat, échevin de Saint-Omer où il meurt célibataire le 23 avril 1781.
Paul-François Lenglart (1723-1808), fils de Guillaume est seigneur de Cœurlu. Baptisé à Saint-Omer en 1723, il y meurt le 20 avril 1808. Il prend pour femme à Saint-Omer le 19 juillet 1768 Henriette-Isabelle-Joseph de Raismes (1738-1774) (l'époux a 45 ans, l'épouse 30), fille de Pierre-Joseph-Charles et de Marie-Françoise-Louise Pagart. Baptisée à Saint-Omer en 1738, elle y décède le 14 février 1774.

### Famille d'Affringues
La commune a donné son nom à une famille noble dont l'orthographe a beaucoup varié : d'Haffrenghes, d'Hafffringues, d'Affringues.

Les d'Haffringues ont ensuite bénéficié du titre de baron.

Armes de la famille d'Haffringues.

La famille d'Haffringues avait pour armes : « d'azur à la fasce accompagnée en chef de trois étoiles et en pointe d'une grive, le tout d'or ».
La famille d'Haffringues était établie à Saint-Omer dès le commencement du XVIe siècle. Nombre d'entre eux ont été échevins de la ville. Une branche venue s'établir à Lille au XVIIe siècle s'est éteinte au XVIIIe siècle.
Charles d'Affringues, en religion Bruno d'Affringues, né à Saint-Omer, fut prieur de la Grande Chartreuse de 1600 à 1630 et donc 47e ministre général de l'ordre des Chartreux.
Georges d'Affringues, abbé de l'abbaye de Clairmarais, né en 1597, profès à dix-sept ans, prieur en 1627, élu abbé le 28 octobre 1635, député à Bruxelles en 1638, mort le 4 juillet 1639, enterré à Clairmarais
Françoise d'Affringues (d'Haffrenghes, d'Haffringhes), est abbesse de l'abbaye de la Woestine, de 1674 au 29 octobre 1691, morte à 68 ans. Sa sœur Louise est religieuse dans la même abbaye.
En décembre 1705, est anobli, par lettres de Louis XIV données à Versailles, Jacques Adrien d'Haffringues, conseiller pensionnaire (conseiller juridique) des États de Lille, subdélégué de l'intendant de Flandre, fils de Jacques, conseiller et avocat au conseil d'Artois, pour le roi catholique (pour le roi d'Espagne), etc. Ledit d'Haffringues s'est acquis dans les fonctions de ses charges, la réputation d'un magistrat très capable, très intelligent, très intègre, très désintéressé et très zélé pour le service du roi et pour le bien public.
En 1736-1748, Marie XI Isabelle d’Haffringues a été abbesse de l'abbaye Notre-Dame de Beaupré-sur-la-Lys.
Le baron Charles d'Haffringues, dernier descendant mâle de cette famille de Saint-Omer, originaire de Boulogne-sur-Mer qu'elle avait quitté en 1515, a épousé Marie Léonie Cœuret de Nesle, fille du comte de Nesle et habitait encore en 1875 à Meslay, près de Vendôme.
Des d'Haffrenghes ont été seigneurs de La Bricque à Mentque-Norbécourt, de Lannoy, d'Hellemmes.

## Politique et administration

### Découpage territorial
La commune se trouve dans l'arrondissement de Saint-Omer du département du Pas-de-Calais.

#### Commune et intercommunalités
La commune est membre de la communauté de communes du Pays de Lumbres.

#### Circonscriptions administratives
La commune est rattachée au canton de Lumbres.

#### Circonscriptions électorales
Pour l'élection des députés, la commune fait partie de la sixième circonscription du Pas-de-Calais.

### Élections municipales et communautaires

#### Liste des maires
| Période                                  | Période                       | Identité          | Étiquette | Qualité                                                  |
| ---------------------------------------- | ----------------------------- | ----------------- | --------- | -------------------------------------------------------- |
| Les données manquantes sont à compléter. |                               |                   |           |                                                          |
| 1989                                     | 2014                          | Françoise Huguet  | PS        |                                                          |
| 2014,                                    | En cours (au 19 juillet 2020) | Isabelle Pourchel | PS        | Assistante parlementaire Réélue pour le mandat 2020-2026 |

## Équipements et services publics

### Justice, sécurité, secours et défense
La commune dépend du tribunal judiciaire de Saint-Omer, du conseil de prud'hommes de Saint-Omer, de la cour d'appel de Douai, du tribunal de commerce de Boulogne-sur-Mer, du tribunal administratif de Lille, de la cour administrative d'appel de Douai, du tribunal judiciaire de Boulogne-sur-Mer et du tribunal pour enfants de Saint-Omer.

## Population et société

### Démographie
Les habitants de la commune sont appelés les Affringuois.

#### Évolution démographique
L'évolution du nombre d'habitants est connue à travers les recensements de la population effectués dans la commune depuis 1793. Pour les communes de moins de 10 000 habitants, une enquête de recensement portant sur toute la population est réalisée tous les cinq ans, les populations de référence des années intermédiaires étant quant à elles estimées par interpolation ou extrapolation. Pour la commune, le premier recensement exhaustif entrant dans le cadre du nouveau dispositif a été réalisé en 2007.

En 2022, la commune comptait 255 habitants, en évolution de +12,83 % par rapport à 2016 (Pas-de-Calais : −0,72 %, France hors Mayotte : +2,11 %).
| 1793 | 1800 | 1806 | 1821 | 1831 | 1836 | 1841 | 1846 | 1851 |
| ---- | ---- | ---- | ---- | ---- | ---- | ---- | ---- | ---- |
| 152  | 174  | 170  | 168  | 160  | 172  | 173  | 161  | 170  |

| 1856 | 1861 | 1866 | 1872 | 1876 | 1881 | 1886 | 1891 | 1896 |
| ---- | ---- | ---- | ---- | ---- | ---- | ---- | ---- | ---- |
| 162  | 136  | 120  | 127  | 135  | 145  | 148  | 150  | 125  |

| 1901 | 1906 | 1911 | 1921 | 1926 | 1931 | 1936 | 1946 | 1954 |
| ---- | ---- | ---- | ---- | ---- | ---- | ---- | ---- | ---- |
| 130  | 128  | 131  | 127  | 134  | 125  | 113  | 123  | 123  |

| 1962 | 1968 | 1975 | 1982 | 1990 | 1999 | 2006 | 2007 | 2012 |
| ---- | ---- | ---- | ---- | ---- | ---- | ---- | ---- | ---- |
| 129  | 123  | 145  | 166  | 219  | 203  | 217  | 219  | 209  |

| 2017 | 2022 | - | - | - | - | - | - | - |
| ---- | ---- | - | - | - | - | - | - | - |
| 239  | 255  | - | - | - | - | - | - | - |

#### Pyramide des âges
La population de la commune est relativement jeune.
En 2018, le taux de personnes d'un âge inférieur à 30 ans s'élève à 36,9 %, soit au-dessus de la moyenne départementale (36,7 %). À l'inverse, le taux de personnes d'âge supérieur à 60 ans est de 25,1 % la même année, alors qu'il est de 24,9 % au niveau départemental.
En 2018, la commune comptait 113 hommes pour 129 femmes, soit un taux de 53,31 % de femmes, légèrement supérieur au taux départemental (51,5 %).
Les pyramides des âges de la commune et du département s'établissent comme suit.
| Hommes | Classe d’âge | Femmes |
| ------ | ------------ | ------ |
| 0,0    | 90 ou +      | 3,1    |
| 6,2    | 75-89 ans    | 2,4    |
| 17,0   | 60-74 ans    | 21,3   |
| 22,3   | 45-59 ans    | 16,5   |
| 17,0   | 30-44 ans    | 20,5   |
| 13,4   | 15-29 ans    | 16,5   |
| 24,1   | 0-14 ans     | 19,7   |

| Hommes | Classe d’âge | Femmes |
| ------ | ------------ | ------ |
| 0,5    | 90 ou +      | 1,6    |
| 5,6    | 75-89 ans    | 8,9    |
| 16,7   | 60-74 ans    | 18,1   |
| 20,2   | 45-59 ans    | 19,2   |
| 18,9   | 30-44 ans    | 18,1   |
| 18,2   | 15-29 ans    | 16,2   |
| 19,9   | 0-14 ans     | 17,9   |

## Culture locale et patrimoine

### Lieux et monuments
- Manoir de Lanoy (1593).
- Église Saint-Léger (1881).
- Le monument aux morts[47].
- Monts d'Affringues.
- Vallée du Bléquin.

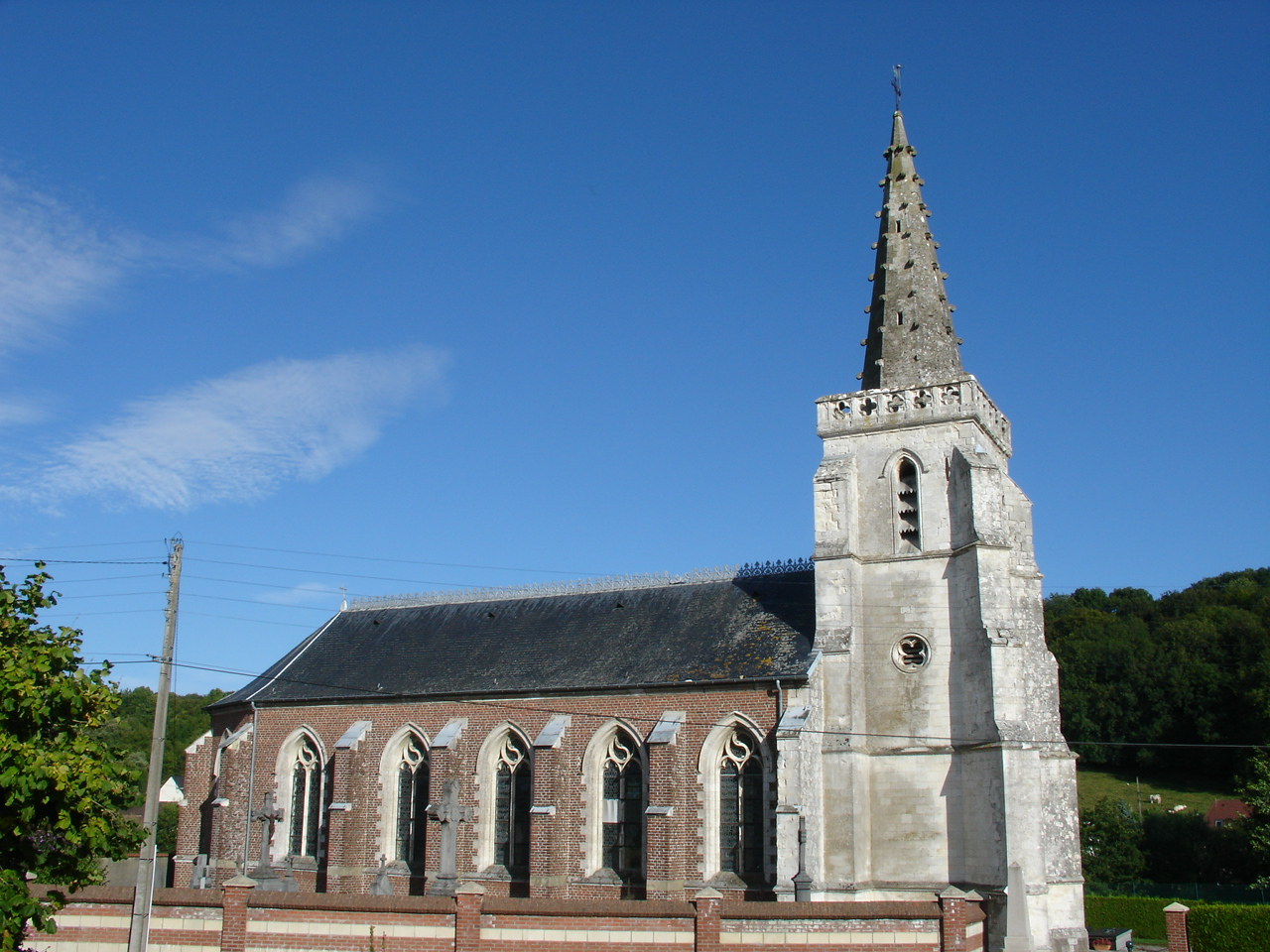
L'église Saint-Léger.
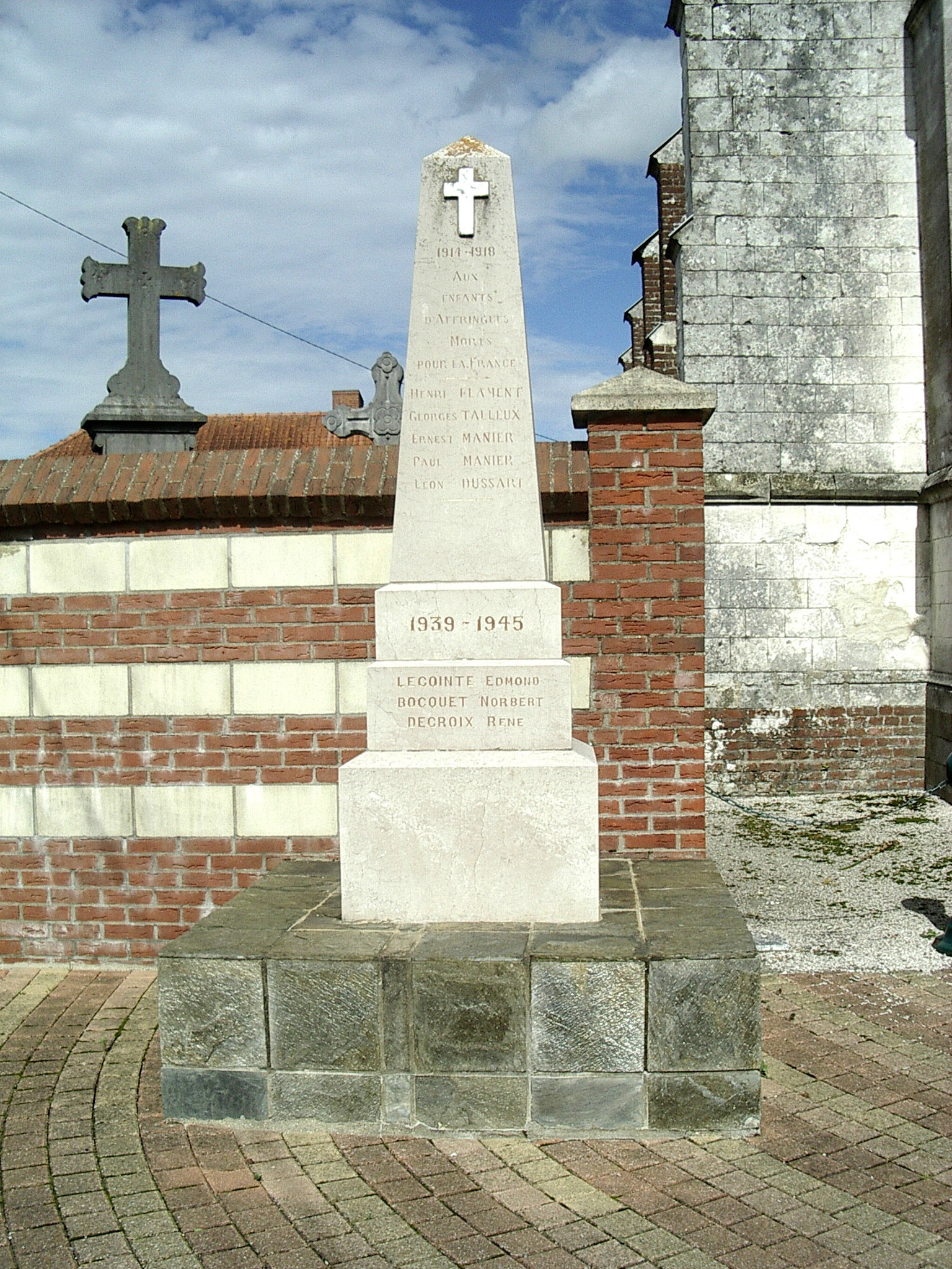
Le monument aux morts.
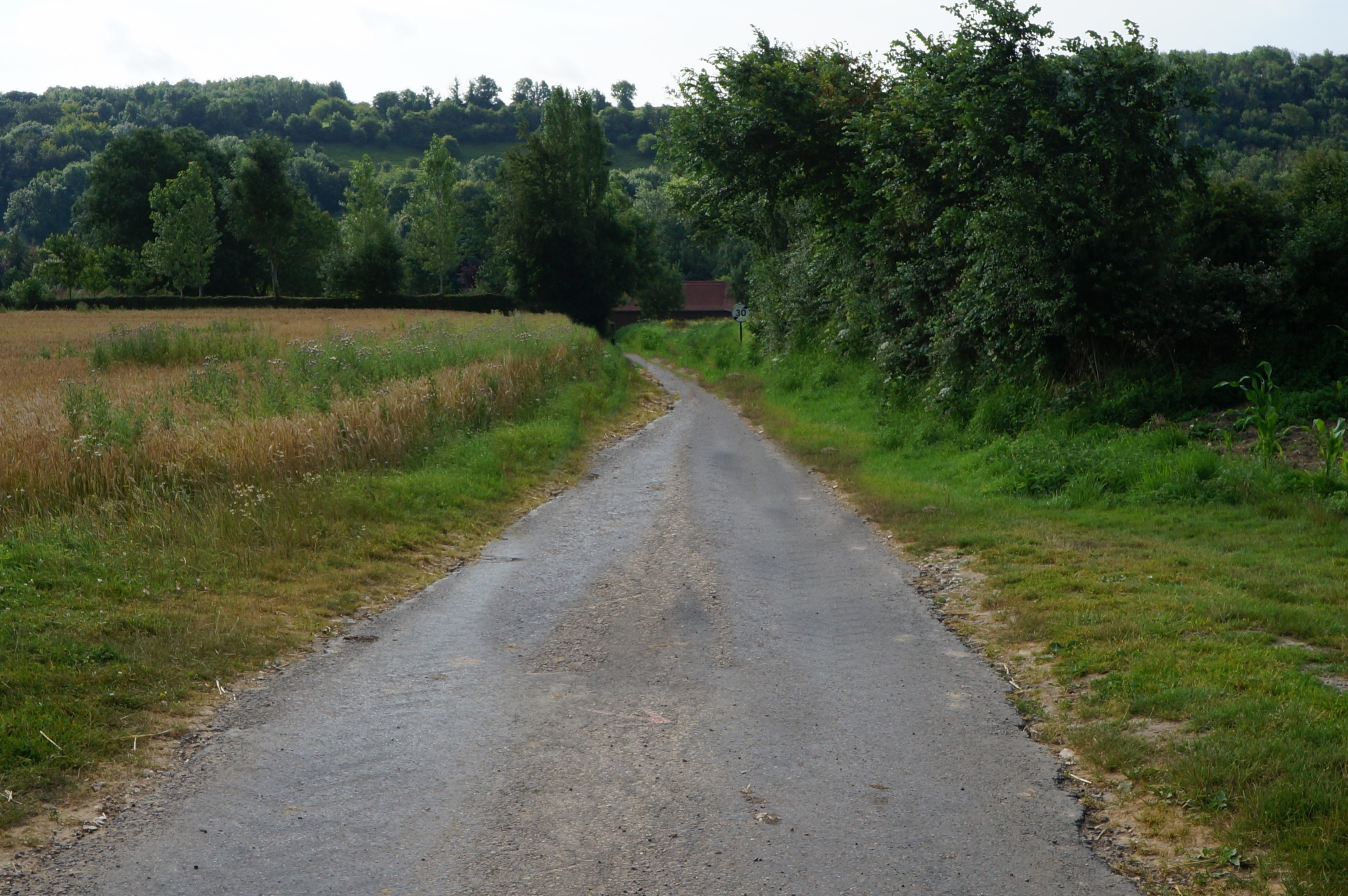
La vallée du Bléquin.
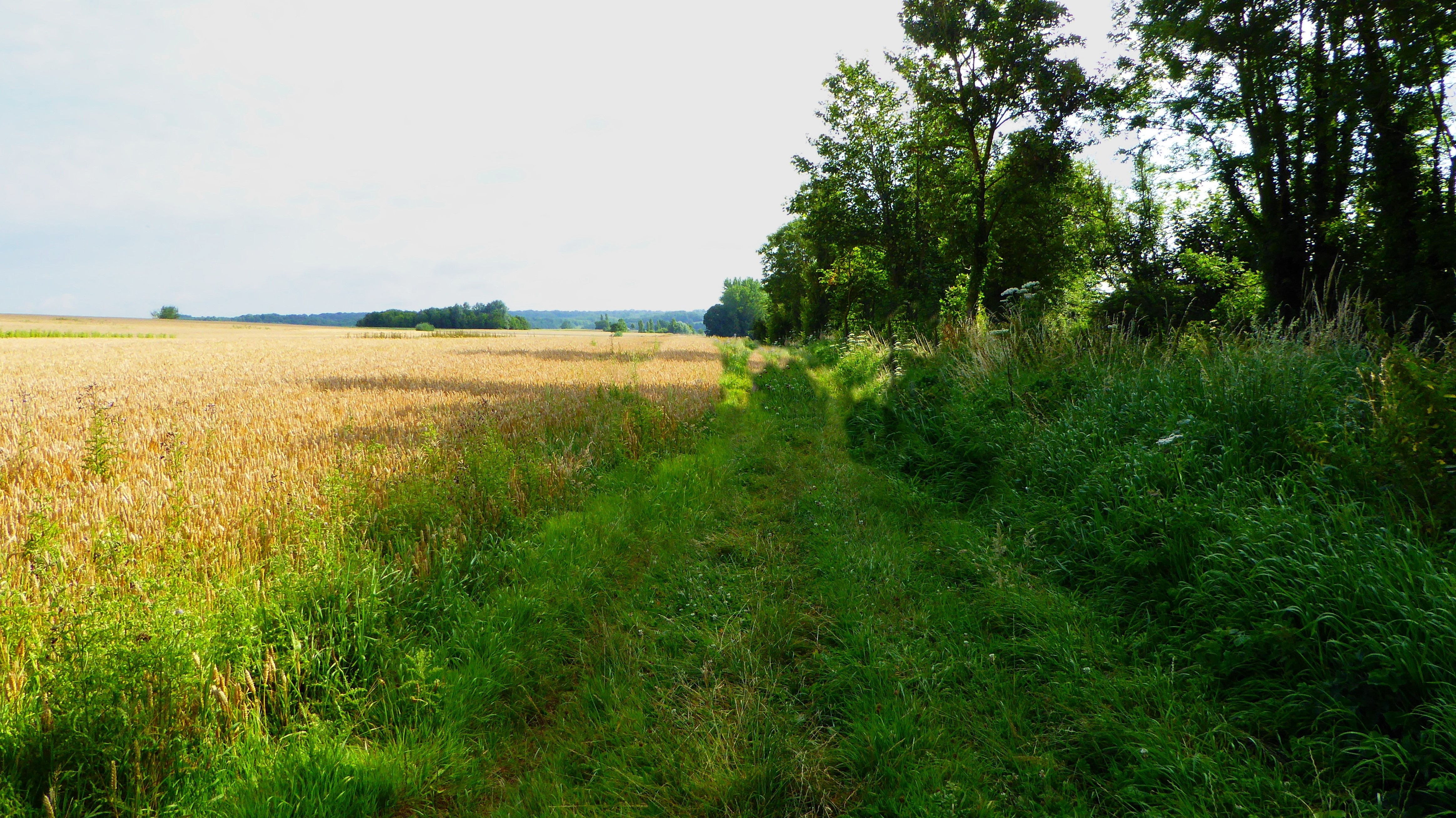
Les monts d'Affringues.

### Héraldique
| Blason de Affringues | Blason  | D'argent à la fasce accompagnée en chef d'une fleurs de lys et en pointe d'un coq hardi, le tout de sinople. |
| Blason de Affringues | Détails | Inspiré des armes de la famille Defrance de Hélican, entrée dans l'histoire de la commune par le mariage d'Auguste-Guillaume Defrance de Hélican (1758-1854) avec Louise Linglard d'Haffringues, et qui est à l'origine, de 1881 à 1885, de la reconstruction complète de l'église du village sur les fondations de l'ancienne, presque entièrement financée par Gustave Defrance de Hélican. Cette famille portait pour armes : « d'azur à la fasce accompagnée en chef d'une fleur de lys et en pointe d'un coq, le tout d'or ». Le statut officiel du blason reste à déterminer. |

## Pour approfondir